# Radciukî, Lebedîn
Radciukî (în ucraineană Радчуки) este un sat în comuna Kaliujne din raionul Lebedîn, regiunea Sumî, Ucraina.

## Demografie
Componența lingvistică a localității Radciukî
     Ucraineană (100%)
Conform recensământului din 2001, toată populația localității Radciukî era vorbitoare de ucraineană (100%).